# Kuševac (Đakovo)
Pour l’article homonyme, voir Kuševac (Đakovica).

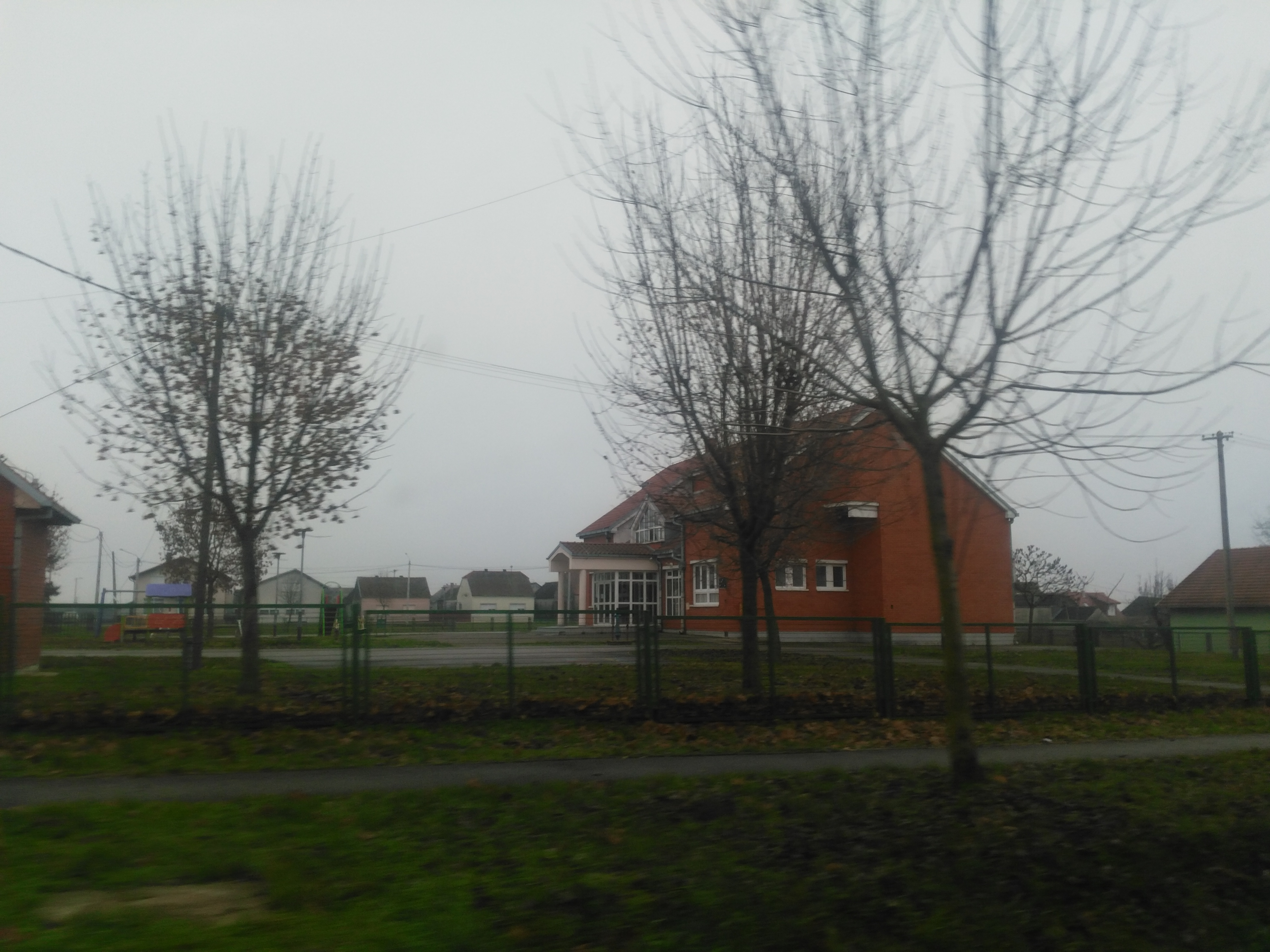
Kuševac

Kuševac est un village de la municipalité de Đakovo (Comitat d'Osijek-Baranja) en Croatie. Au recensement de 2011, la ville comptait 1 028 habitants.